# 金相場会所
金相場会所（きんそうばかいしょ）は、江戸時代、寛文年間から1868年（慶応4年）5月まで、金の相場を建てるために大坂に設けられていた会所。

## 概略
江戸時代、江戸は金遣、上方は銀遣といわれ、金銀の相場は難しい問題であった。幕府は1700年（元禄13年）に、金1両につき銀60匁、また銭についてはこれより古くから、1609年（慶長14年）に金1両に鐚4貫文と定めていたが、後の寛永通寳はこの鐚銭同様の金1両に銭4貫文と定められた。しかし、需給関係で公定相場通りにはいかず、自ずから金相場、銀相場がたてられることになった。
金相場会所は、古くは金相場所（両替屋所、金銭売買立会所とも）といい、高麗橋筋にあったが、1743年（寛保3年）から北浜1丁目に移った。
金相場をたてるには、本両替屋の相場役が会所に集まって行った。この金銭売買が公許されたのは、1725年（享保10年）9月のことである。
同じ両替屋でも、南両替屋、銭両替屋などは会所に行って参観することができたが、自分が場に立って相場をたてることは、本両替屋の相場役に限られた。立会はほとんど年中無休で、休日は、正月三が日と五節句くらいであった。

## 相場の方法
相場をたてる方法はほとんど米相場と同じで、毎朝四つ頃に、拍子木を打って開門を知らせると、門前の休憩所に待っていた相場役が入場して、立会を始める。十人両替の名代は、高場から場内を監視し、かつ売買を記帳する。立会は半刻か1刻で、拍子木を打って終了を知らせる。それでも立会をやめないときは水をかける。拍子木を打ったり、水をかけたりする雇人は、水方（みずかた）という。
銭相場は、金相場が終了してから行う。立会の方法は金相場と同様である。
金銭相場のたてかたは、金1両または銭1貫文を買うのに、銀何十匁何分何厘を要するかという意味で、双方とも銀目で呼ぶ。立会開始のときの相場を「寄付値段」、終了のときの相場を「引方値段」、1日中の最高最低値段の平均を「中値段」という。立会が終了すると、当日の相場を黒塗りの板に書いて、高場に掲示する。両替屋の手代は、さきを争ってこれを写しとり、めいめい得意先に行って、その店の相場帳に記入する。
売買においては、売方は売り一方、買方は買い一方であり、一人で両方はできない。相場は金1両でたてるが、売買高は100両以上に限る。売買は即日かぎりで、また通用金に限る。ただし、通用金以外の古金の売買も行ったが、これは外物、打物といった。
江戸への送金為替、いわゆる江戸為替の売買をもこの会所で取り扱ったが、これらは立会閉鎖後、二番で行った。

## 印金
上述のように、金相場会所は正金を売買するだけで、受け渡しは即日限りであったが、いつのまにか印金（しるしきん）という、小判の定期売買を試みる者が出てきた。しかし、これは表向きには許されていなかった。
その方法は、あらかじめ売買の宿を定めておいて、売買両者から敷銀を宿主に供託し、日限を定めて小判の値段をたて、売買証書を作成する。約束の日限になると、そのときの相場と比較して、その差金を敷銀から支払い、勝負を決し、宿主には売買両者から口銭を出すというものである。
印金の売買は、寛文年間以来しばしば禁じられた。ただし、1763年（宝暦13年）に、冥加金1500両を上納して、大阪に金銭延売買会所を設立することを請願した者もいたという。その後、許可されることとなった。
会所は、北浜1丁目浜（金相場会所構外）と南本町1丁目にあり、仲間は200余名であった。この仲間は「延屋仲間」といい、本両替屋とはまったくの別物で、売買の主眼は相場変動による差金の授受である。
相場の高下に、一定の制限（2 - 3匁という）をつけ、これ以上、または以下となったときは、上流（うわながれ）、下流（したながれ）といった。
また、生相場（うまれそうば）といって、限度までの差金を授受するにとどめ、ふたたび正金相場を標準とし、新たに延売買を開始した。これはあまり行われなかったらしく、たびたび冥加金を減額していたが、最後の請負人は、冥加金を1年35両にしてほしいと願っていたほどであった。1843年（天保14年）に、一旦廃止された。その後、1867年（慶応3年）12月に、再び設立を許されたが、1868年5月（慶応4年）に金相場会所とともに廃止された。